# Bye Bye! Friend.
Bye Bye! Friend. är det svenska rockbandet Niccokicks debut-EP, utgiven 2003 på skivbolaget Evergreen Terrace. Skivan utgavs som en 7"-vinyl i 300 exemplar.

## Låtlista
A
1. "I Drink to Get Thrilled"
2. "Susanne"

B
1. "Run! Run! Run!"
2. "I'm Hurt"

### Fotnoter
1. ↑  ”Bye Bye! Friend.”. Discogs.com. http://www.discogs.com/Niccokick-Bye-Bye-Friend-EP/release/3596398. Läst 14 september 2012.